# 北京工业大学附属中学

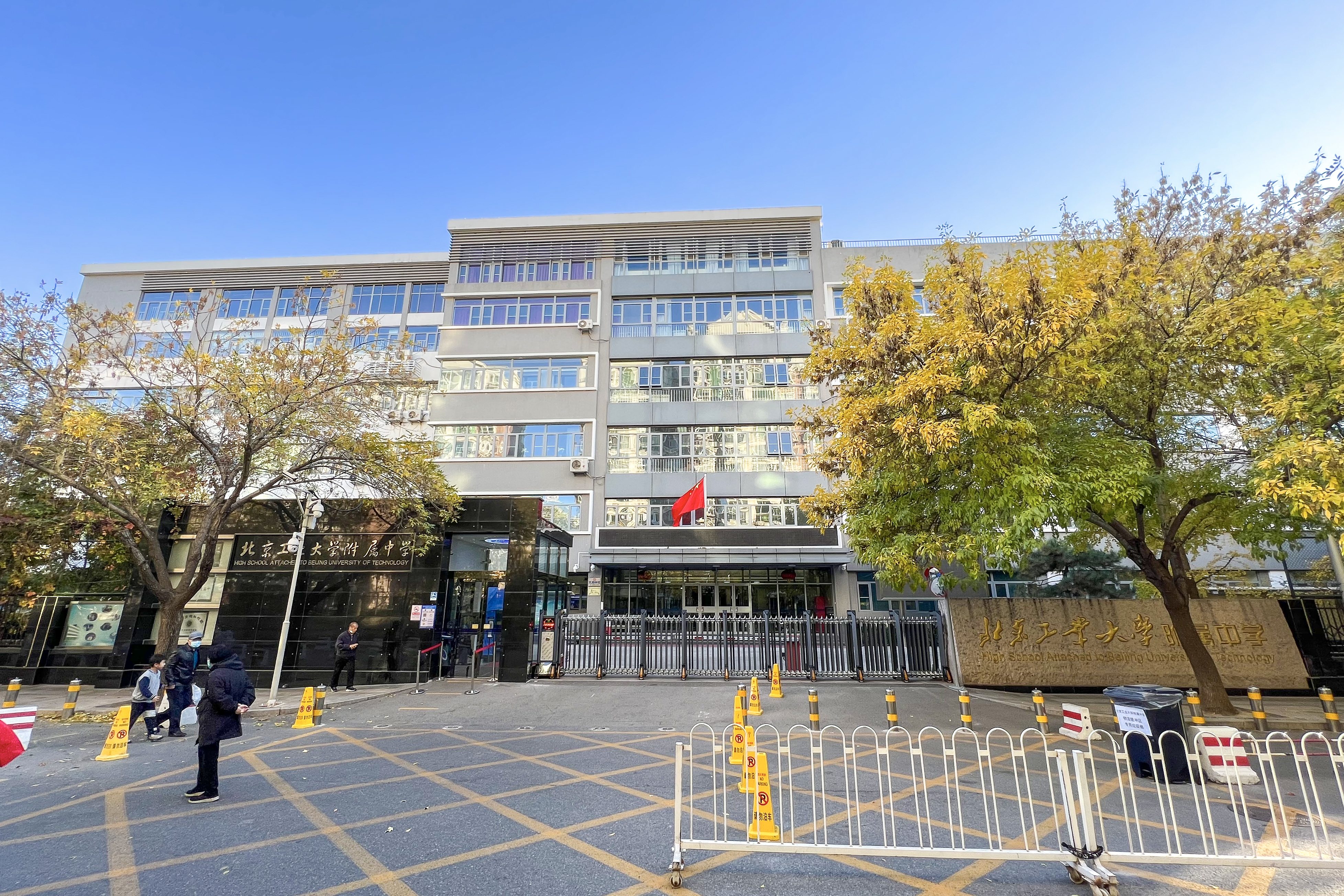
富力城校区

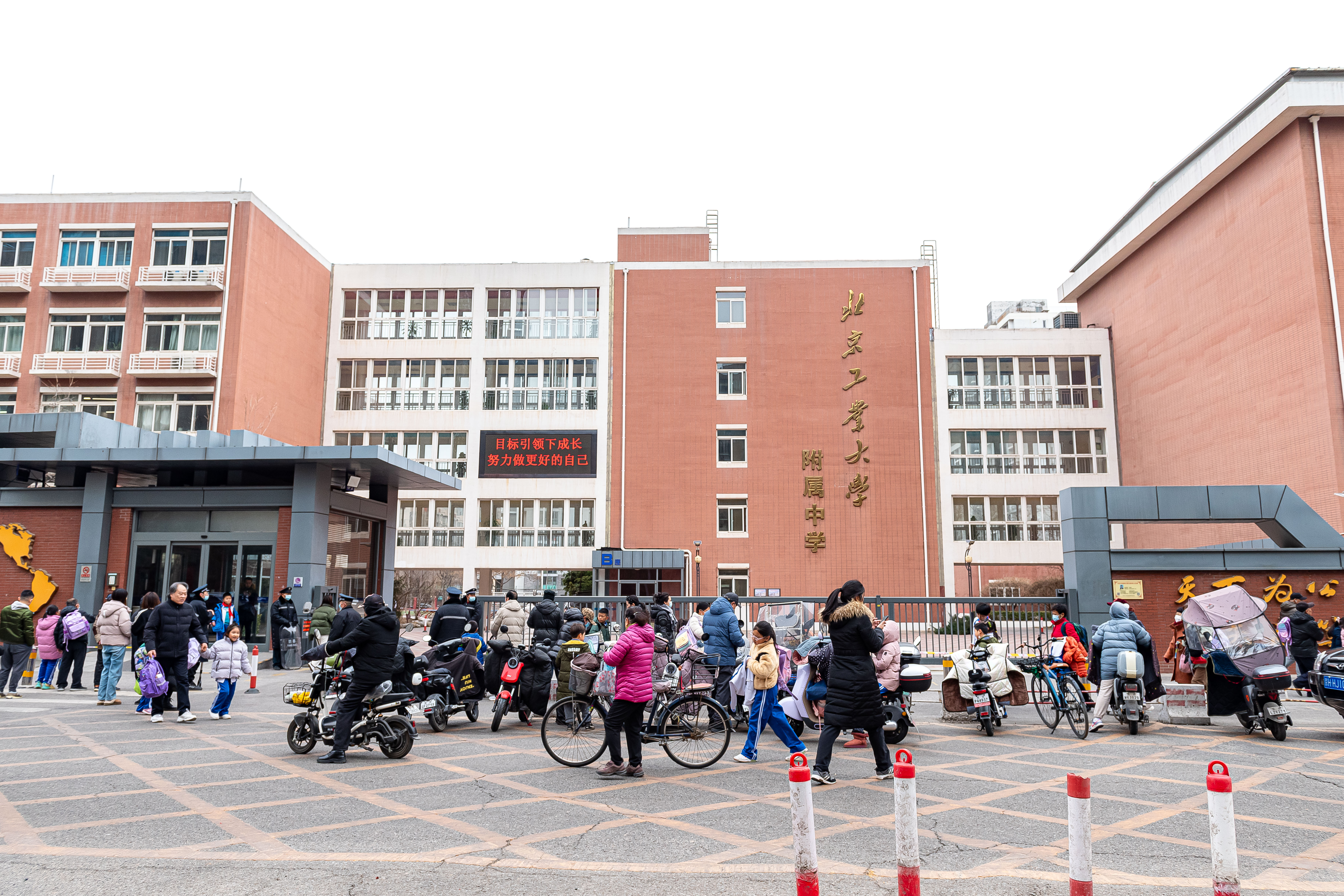
首城国际校区

北京工业大学附属中学位于中国北京市朝阳区垂杨柳中街，始建于1957年，是北京市示范高中之一。原系北京市的一所市属高级中学，校名为北京市第102中学。直到20世纪八十年代中期，学校更名为“北京工业大学附属中学”。目前本校富力城校区为高中部，垂杨柳校区为初中部，首城国际校区为九年一贯制。